# A csajozás ásza
A csajozás ásza (eredeti cím: The Ladies Man) 2000-ben bemutatott amerikai vígjáték, amit Reginald Hudlin rendezett. A főszerepben Tim Meadows, aki a Saturday Night Live showra írta a szkeccset, ami a film cselekményéül is szolgált. 2000. október 10-én mutatták be az Egyesült Államokban, Magyarországon videokazettán jelent meg 2001. augusztus 21-én. A film kereskedelmi és kritikai bukás volt.

## Történet
Leon Phelps egy fiatal rádiós műsorvezető, aki kétes romantikus tanácsokat és szerelmi tippeket ad, ezért a csajozás ászának is hívják. Leon nyíltan hirdeti, hogy egyáltalán bármilyen nőnek udvarol, feltéve, hogy a nő nem nyom többet 250 kilónál. 
Egy adás során azonban sikerül túl messzire mennie, és Leont kirúgják. Ámde hamarosan üzenetet kap egyik korábbi szerelmétől, aki támogatná, és szeretné, ha visszatérne hozzá. Az apró bökkenő, hogy az üzenetet nem írták alá, így Leon kénytelen felkeresni a meghódított nőket. Ezidő alatt egy titkos csoport, a Mosolygó Hátsó Áldozatai is a nyomában van, amely azokból a dühös férjekből és barátokból áll, akiket megcsaltak Leonnal.

## Szereplők
| Szerep           | Színész             | Magyar hangja   |
| ---------------- | ------------------- | --------------- |
| Leon Phelps      | Tim Meadows         | Holl Nándor     |
| Julie Simmons    | Karyn Parsons       | Oroszlán Szonja |
| Lester           | Billy Dee Williams  | Forgács Gábor   |
| Ócskavas         | John Witherspoon    | n.a             |
| Candy            | Jill Taley          | n.a             |
| Barney           | Lee Evans           | Kapácsy Miklós  |
| Lance DeLune     | Will Ferrell        | Megyeri János   |
| Cheryl           | Sofia Milos         | n.a             |
| Bucky Kent       | Eugene Levy         | n.a             |
| Frank            | David Huband        | n.a             |
| Hal              | Ken Hudson Campbell | n.a             |
| postás           | Kevin McDonald      | n.a             |
| Theresa          | Tamala Jones        | n.a             |
| Audrey           | Julianne Moore      | n.a             |
| Honey Delune     | Tiffani Thiessen    | Solecki Janka   |
| Cyrus Cunningham | Rocky Carroll       | n.a             |
| apáca            | Joan Massiah        | Kassai Ilona    |

## Fogadtatás

### Kritikai visszhang
A film gyenge értékeléseket kapott. A Rotten Tomatoeson 11%-os minősítést ért el 72 értékelés alapján, az összefoglaló szerint: „Az A csajozás ásza csatlakozik az SNL-szkeccsek alapján készült középszerű filmek egyre növekvő listájához. Egyszerűen nincs elég anyag, hogy a film teljes hosszában kitartson.” Peter Bradshaw a Guardiantől azt írta: „Amikor Meadows háromperces szkeccs-személyiségét egy egész filmre kiterjesztik, a repedések hamarosan megmutatkoznak.” Lou Lumenick a New York Poston úgy vélte: „Vitathatatlanul a legbénább film, amelyet eddig egy Saturday Night Live szkeccsből forgattak.” Owen Gleiberman az Entertainment Weeklytől azt írta: „Még egy eset, amikor egy nyerő SNL-karaktert megszelídít a körülötte zajló, fásult bohózat.”
A MetaCriticen 22 pontot ért el a 100-ból 23 vélemény alapján. A Boston Globe-on azt írták: „Túl sokáig volt szívesen látott vendég.” Roger Ebert úgy vélte, a produkció „kétségbeejtően nem mulatságos.”

### Bevételi adatok
A Box Office Mojo szerint a film veszteséges volt. A 24 millió dolláros költségvetésre 13 millió dolláros bevétel keletkezett.